# Waldbad Neuwürschnitz

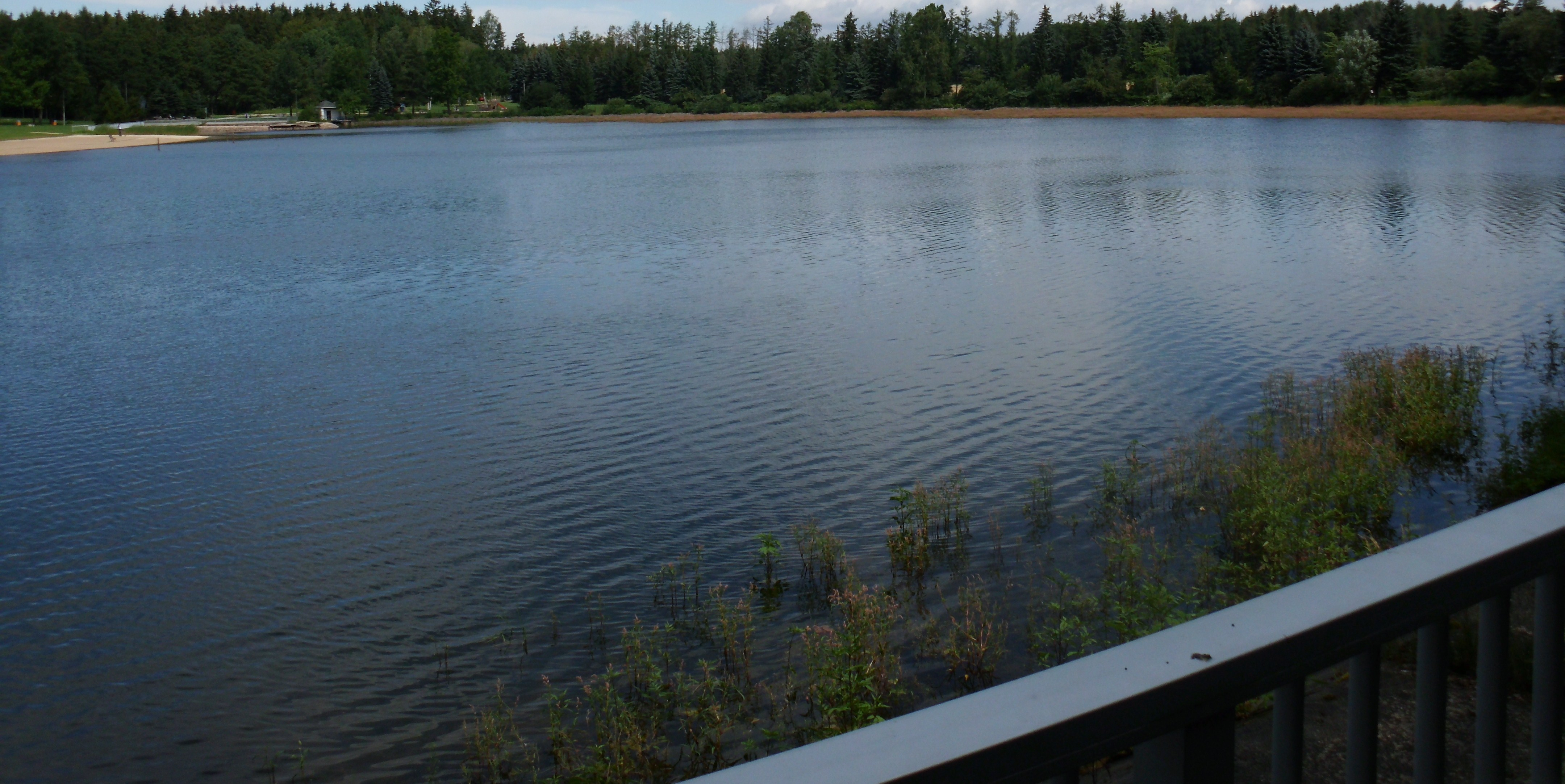
Das Waldbad Neuwürschnitz

Das Waldbad Neuwürschnitz ist eine Badeanlage der Stadt Oelsnitz im Erzgebirge. Es ist nach dem nahegelegenen Ortsteil Neuwürschnitz benannt.

## Geschichte
In der Nähe des Steinhübels lagen ursprünglich sieben Teiche des Oelsnitzer Rittergutes, darunter der Große und der Kleine Steinhübelteich, der Pöschenteich, der Straßenteich, der Schwemmteich und der Mühlteich. Der Große Steinhübelteich wurde alle zwei Jahre mit 18 Schock junger Karpfen besetzt. Das Fischen ergab dann einen Erlös von 90 Gulden. Inzwischen sind einige Teiche trockengelegt und zu Wiesen, Gartenland und Wald (siehe Loh- und Haderwald) umgewandelt worden. Die Oelsnitzer Rittergutsherren trieben in diesem Gebiet jedoch nicht nur die lohnende Schafzucht, die Teich- und Waldwirtschaft, sondern ließen die Sand- und Lehmlager abbauen und legten Steinbrüche an, um den Melaphyr als Baummaterial zu gewinnen. Versuche, Steinkohle zu gewinnen schlugen jedoch hier am Rande des Kohlenbeckens fehl.
Am 7. April 1901 brach jedoch nach tagelangen Regengüssen der Damm des Großen Steinhübelteiches. Die Wassermassen ersäuften den Steinbruch – das sogenannte schwarze Loch, wo sich heute die Freilichtbühne befindet – und überschwemmten ganz Neuwiese. Man verzichtete in den folgenden Jahren auf die Wiederherstellung des Teiches. Dadurch verlor das Landschaftsbild sehr an Reiz. Ausgetrocknet und vom Buschwerk überwuchert lebte der „Große Teich“ bald nur noch in der Erinnerung alter Neuwieser.
Nach 1945, besonders in den 1950er-Jahren, wurde dieses Gelände ein Schwerpunkt des Nationalen Aufbauwerkes der Bürger der damals selbständigen Gemeinde Neuwürschnitz. 1955/56 entstand in vielen freiwilligen Arbeitseinsätzen die Waldbühne, die der Vorsitzende des Ministerrates der DDR, Otto Grotewohl, anlässlich des Tages des Bergmannes 1957 besuchte. In den folgenden Jahren bauten die Neuwürschnitzer das gesamte Gelände als Naherholungszentrum aus. Der ehemalige Große Steinhübelteich, im Volksmund auch Gondelteich genannt, wurde als Waldbad wieder angestaut. Weiter entstanden eine Gaststätte, eine Bungalowsiedlung sowie ein Zelt- und Campingplatz.
Seit dem Jahr 2011 wurde das Gelände als Naherholungskomplex Am Haderwald in mehreren Bauabschnitten umfassend saniert. Heute bietet die Anlage reichlich Möglichkeiten zur aktiven Freizeitbetätigung, aber auch zur Erholung und Entspannung im naturnahen Raum.
Im Zentrum des Naherholungskomplexes liegt der ca. 4 ha große Badesee. Zusätzlich sorgen ein Kinderwasserspiel, ein Kinderspielplatz, 3 Beach-Volleyballplätze, Tischtennisplatten, ein Großfeld-Schach- und Dame-Spiel und Liegewiesen für einen angenehmen Aufenthalt. Auf dem Gelände befindet sich außerdem ein Radrastplatz des internationalen Radfernweges Karlsroute, die Karlsbad mit Chemnitz verbindet.
Die Waldbühne wird heute vorwiegend für saisonale Kinovorstellungen, Laientheateraufführungen und Open-Air-Konzerte genutzt.
Koordinaten: 50° 42′ 11″ N, 12° 43′ 1″ O